# ゼルム
ゼルム (ドイツ語:  Selm) は、ドイツ連邦共和国ノルトライン＝ヴェストファーレン州アルンスベルク行政管区のウナ郡に属す市である。本市はルール地方東部のミュンスターラントとの境界に近いリッペ川の北側に位置している。本市はルール地域連合に属している。ゼルムは1975年からウナ郡に属している。

## 地理

### 位置
ゼルムはヴェストファーレン盆地内のケルンミュンスターラントの南西境界部に位置している。南部のボルク地区はリッペ川に、北西部のバウアーシャフト・テルンシェはシュテーファー川に接する。国土計画の閣僚会議は、ゼルムがライン＝ルール大都市圏に含まれることを確認した。したがってゼルムは公的にはルール地方の都市集積地に組み入れられている。ゼルム市は、文化大規模プロジェクト「RUHR.2010」に参加している。

### 地質学
ゼルムでは、白亜紀の泥灰土層の下に石炭を産出する石炭紀の地層がある。ルール地方における採掘の北遷の過程で、ゼルムはリッペ地域に分類される。現在石炭の採掘は、ミュンスターラントにまで及ぶこの地域でのみ行われている。

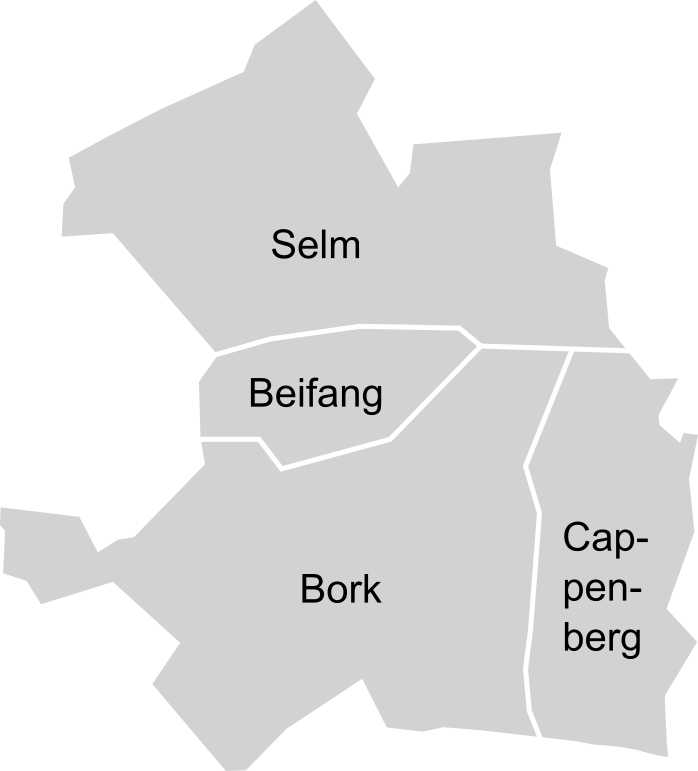
ゼルム市の地区図

### 市の構成
元々の町域は、ドルフバウアーシャフト、バイファング、オンドルプ、テルンシェ、ヴェスターフェルデの集落で構成されており、1815年からボルケが合併するまでの間は極めてわずかな変化しかなかった。
郡所属市ゼルムは、4つのシュタットタイル（市区）で構成されている。市域の北部に位置するゼルム市区（テルンシェ、ヴェスターフェルデ、オンドルプ州rk合うを含む）は南のバイファング市区と融合している。市域の南西部にはボルク市区（アルテンボルクとハッセル集落を含む）、その東にはカッペンベルク（ネッテベルゲ集落を含む）が位置している。

### 隣接する市町村
ゼルムは、北から時計回りに以下の市町村と境を接している: リューディングハウゼン、ノルトキルヒェン（ともにコースフェルト郡）、ヴェルネ、リューネン（ともにウナ郡）、ヴァルトロプ、ダッテルン（ともにレックリングハウゼン郡）、オルフェン（コースフェルト郡）。

### 地理データ
最高地点はボルカー通り、カッペンゲルガー・ダム、フライヘル＝フォン＝シュタイン通りの角の海抜 111.7 m の地点である。
最低地点は、リッペ川沿いのダーラー・ホルツの海抜 44.0 m である。
市域の南北の最大幅は 10.7 km、東西の最大幅は 9.8 km である。

## 歴史

### 概要
テルンシェ集落での発掘によれば、最初の集落の痕跡は新石器時代のものである。
この村は、858年にヘルフォルト修道院に関連して Seliheim という表記で初めて記録されている。これ以後、Selheim や Selhem と経て、現在の名称 Selm となった。
19世紀初めから1946年までゼルムはプロイセン王国のヴェストファーレン州に属した。1815年にキルヒシュピール（直訳: 教会区）ボルク、教会区ゼルム、教会区アルトリューネンからビュルガーマイステライ（直訳: 町長区）ボルクが形成された。1843年にヴェストファーレンの自治体法が適用され、この町長区は、ボルク、ゼルム、アルトリューネンの3町を含むアムト・ボルクに改組された。このアムトは1974年末までリューディングハウゼン郡に属していた。
1906年にバイファングのヘルマン炭鉱の採掘が始まった。工業化によりゼルムの人口は2千人から1万人に増加した。この炭鉱は、最大3,500人の労働者を雇用していた。1926年にこの炭鉱が閉山されたことによる大量の失業者により、この町は経済的苦境に陥った。
第二次世界大戦後に多くの炭鉱労働者、特にリューネン＝ブラムバウアー地区のミニスター・アーヒェンバッハの坑夫たちや炭鉱年金生活者が家族とともにゼルム＝バイファングに住んだ。町は時代とともにルール地方で働く多くの労働者の住宅として発展していった。ゼルムは1958年に1100年祭を祝った。
ゼルムは1977年9月27日に都市権を得た。
ゼルムは、ADAC と MSC ボルケが1997年に行った「(K)ein Schild in Selm」活動で全国的に知られるようになった。この活動では、1週間の間、ゼルムの1100枚の標識のうち600枚に黄色い袋が被せられた。この活動の目的は増殖し続ける「標識の森」に注目を集めることであった。この活動後、標識の 43 % が撤去された。現在でも様々なメディアがこの活動について語っている。ADACは、街が標識の森を抑制しようとする動きを「ゼルマー・モデル」と呼んでいる。
2008年6月13日に、ゼルムの最初の記録から1150年を迎えた。

### 市町村合併
1975年1月1日にアムト・ボルクに属す町村ゼルム（バイファング地区を含む）とボルク（カッペンベルク地区を含む）が地域再編により合併し、新たな町村ゼルムとなった。当初は、この新たな町にはボッツラーという名前がつけられることになっていた。しかしこの計画は破棄された。

### 人口推移

ゼルムの人口推移

## 住民

### 人口統計
Wegweiser-Kommune が公開している人口統計、社会統合、社会学分野のデータによれば、2019年現在のヴェルネの数値は以下の通りである。
- 18歳未満の比率: 16.9 %
- 65歳以上の比率: 21.9 %
- 外国人の比率: 6.8 %
- 失業率（労働人口（15歳から64歳）に占める失業者の割合）: 5.0 %

### 宗教統計
Zensus 2011 によれば、ゼルムの人口の 30.1 % が福音主義信者、49.1 % がローマ＝カトリックの信者で、20.8 % がその他の宗教の信者または無宗教である。カトリック信者やプロテスタント信者の数はこれ以後減少している。2019年1月31日現在の市の統計によれば、福音主義信者 27.10 %（7,282人）、カトリック信者 44.04 %（11,836人）で 28.86 % がその他の宗教または無宗教であった。

## 行政

### 議会
ゼルムの市議会は32議席で構成されている。

### 首長
1946年以降の首長を列記する。
- 1946年 - 1948年: ヴィルヘルム・ブリュッゲマン (CDU)
- 1948年 - 1962年: ヴィルヘルム・リーベトラウ (SPD)
- 1962年 - 1964年: エルンスト・クラフト (CDU)
- 1964年 - 1969年: ベルント・ヤーコプ (SPD)
- 1969年 - 1989年: エルンスト・クラフト (CDU) 2度目
- 1989年 - 1999年: インゲ・ハーマン (SPD)
- 1999年 - 2004年: マリー＝リス・コーネン (CDU)
- 2004年 - 2009年: イェルク・フスマン (CDU)
- 2009年 - 2020年: マリオ・レール (SPD)
- 2020年 - : トーマス・オルロフスキ (SPD)

2009年8月の選挙でマリオ・レールは 41.4 % の票を獲得した。2015年9月の選挙では対立候補はなく、79.7 % の支持票を得た。2020年の市長選挙にはマリオ・レールは立候補しなかった。

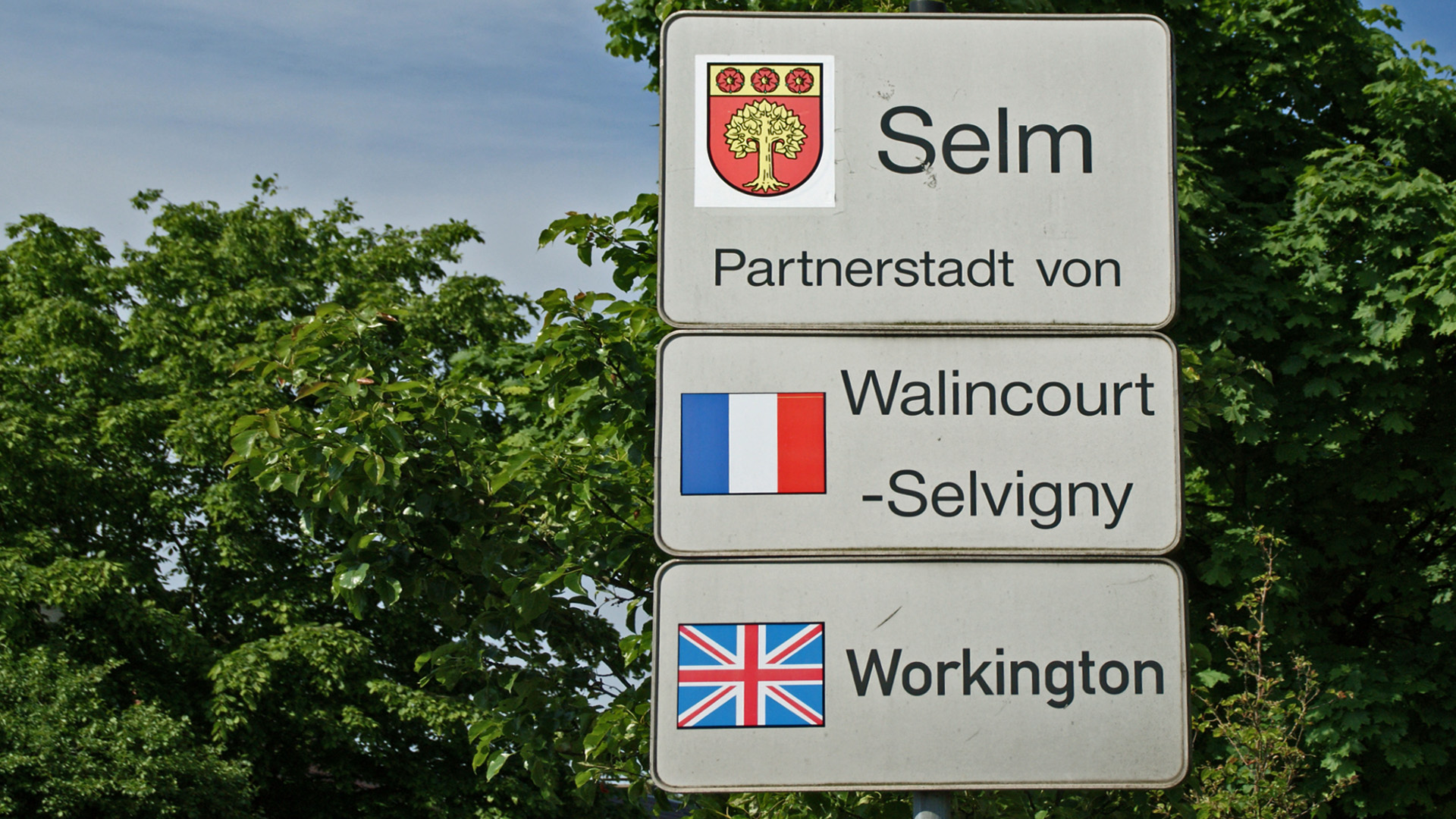
姉妹都市を示す標識（2012年の写真のためイフコバは表示されていない）

### 姉妹都市
ぜるむは以下の都市と姉妹都市関係を結んでいる。
- ワランクール＝セルヴィニー（フランス語版、英語版）（フランス、ノール県）1992年3月29日
- ワーキントン（英語版）（イギリス、カンブリア）1994年4月30日
- イフコバ（ポーランド語版、英語版）（ポーランド、マウォポルスカ県）2016年

### 紋章
紋章は赤地に金色のセイヨウボダンジュ、頂部は金地で金の蕊と緑の萼を持つ赤いバラが3輪描かれている。この紋章は1977年にアルンスベルク行政管区当局の認可を得た。
ゼルムの Vemlinde（裁判所のセイヨウボダイジュ）を象徴するセイヨウボダイジュは古くからゼルムの紋章となっている。この図柄は1966年に制定されたゼルム町の紋章の構成要素であった。この木の下には門への入口と現在の旧市街の続く村の道があった。ゼルムのヴェスターフェルダー集落の Vemestätte は、町の裁判の最も古い証拠である。現在の紋章に描かれている23枚の葉は、8枚が一番外側で先端だけが見えており、13枚は横向きの5枚グループ2つと、上向きの3枚のグループとに分けられる。さらに下向きの葉が2枚ある。この下の2枚の葉は現在のセイヨウボダイジュの紋章の左右にのみ描かれる。現在の紋章では、セイヨウボダイジュの色が変更されている。
3輪のバラは、シュタイン貴族家の紋章に由来する。この紋章学的なバラは、12世紀からドイツ全土で用いられている紋章デザインである。赤い色は、ヴェストファーレンの紋章の基本色である。黄色は教会領であったことに由来する。したがってこの配色は、1803年に廃止されるまで現在のゼルムの地域に対して領主権を有していたミュンシュター領主司教の歴史的な配色に対応するものである。また、同時に、カッペンベルクの伯であったカッペンベルク家の紋章の歴史的配色にも対応している。

## 文化と見所

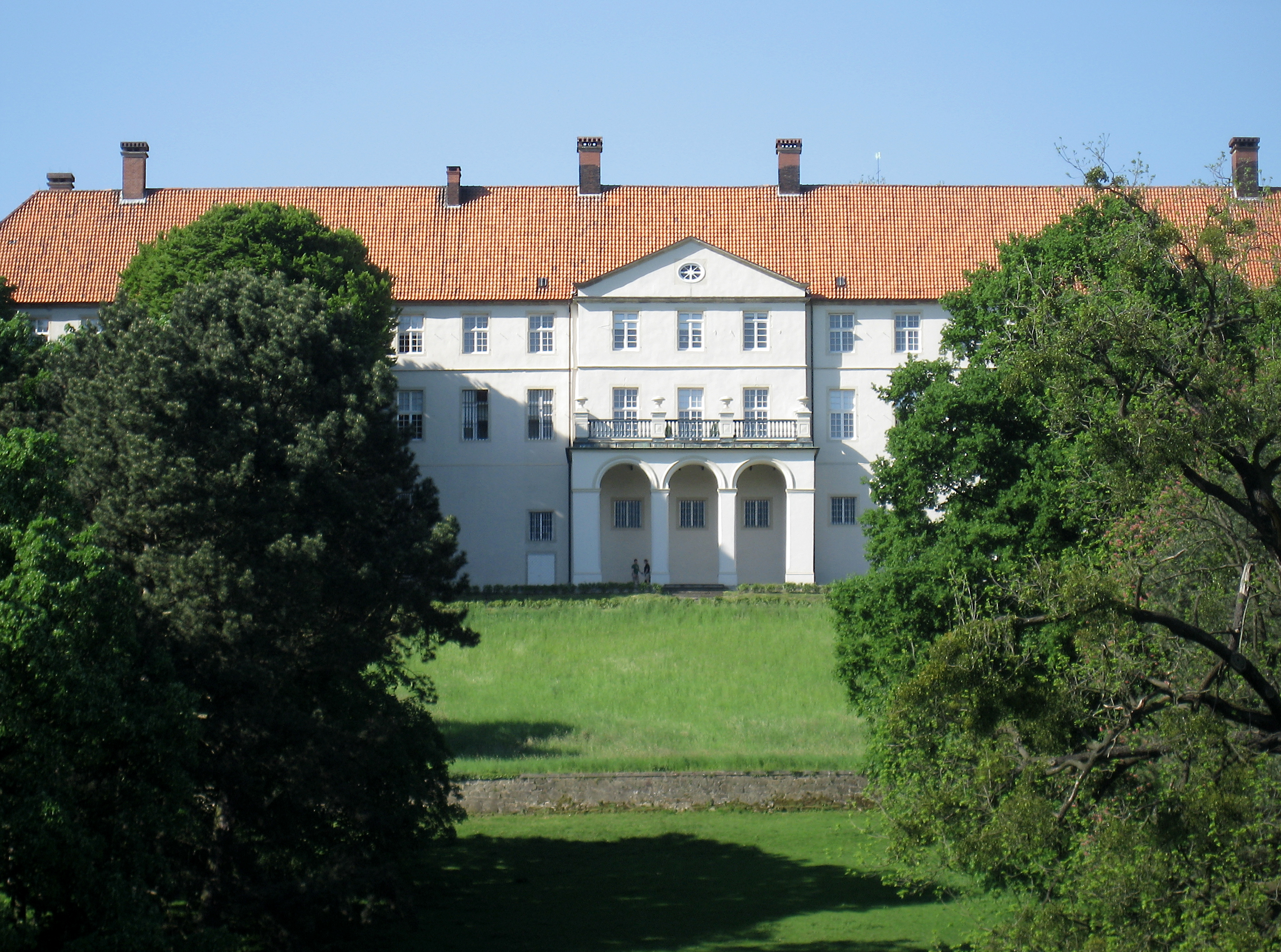
カッペンベルク城

### 演劇
ゼルムにはカッペンベルク城館劇場がある。

### 博物館
カッペンベルク城の主翼および脇翼は、博物館のスペースとして利用されている。LWL-芸術および文化史博物館が、カッペンベルクやシュタイン男爵家の歴史に関する展示を脇翼で行っている。ウナ郡は城館の主棟で入れ替えの芸術展示を行っている。
カッペンベルク地区では、かつてのブルワリーの建物に消防博物館が入居している。

### 建築

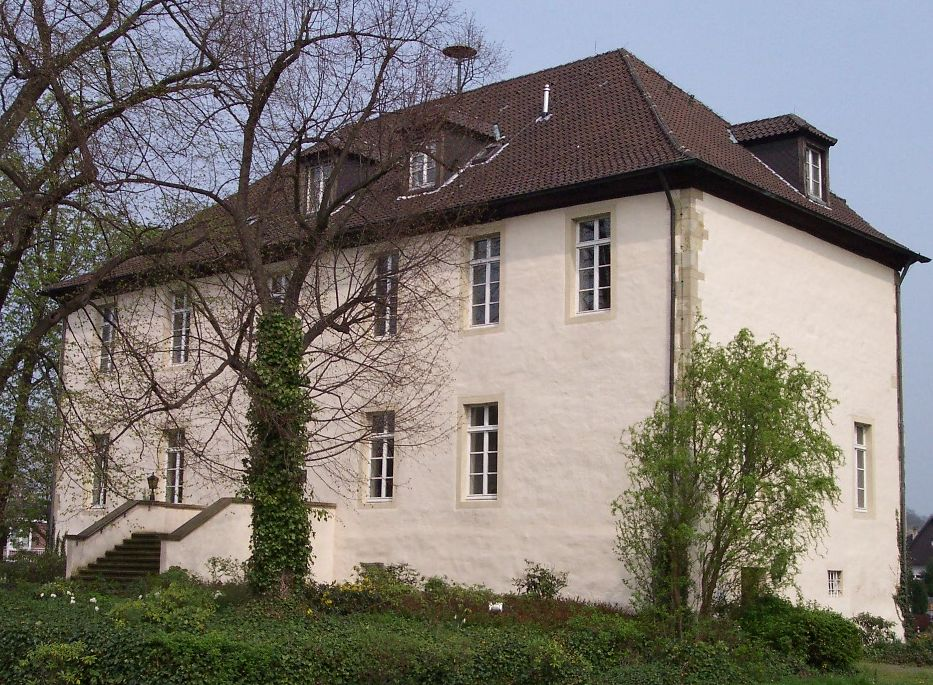
ボッツラー城

- ボッツラー城: ゼルム＝バイファング（13世紀）。
- ビュルガーハウス: ドイツ建築家連盟によって賞賛されたホール建築。建築家ペーター・ベームの作品（20世紀）。
- フェーレンカンプ集落
- シュタイン男爵記念碑: ゼルム＝カッペンベルク（20世紀）
- 墓地教会: かつての聖ファビアン＝ゼバスティアン教会。ゼルム旧市街（11世紀）
- ルドゲリ教会: ゼルム旧市街（20世紀）
- カッペンベルク城と修道院教会（福音記者聖ヨハネ教会）: 12世紀。ゼルム＝カッペンベルク。
- 聖シュテファヌス教会（ボルク）: ゼルム＝ボルク（18世紀）。
- シナゴーグ: ゼルム＝ボルク。
- ユダヤ人墓地（ボルク）: ゼルムとボルクとの間の B236号線沿い。
- 風車塔: ゼルム旧市街、蔦に覆われた遺構（16世紀）。
- 旧ヘルマン炭鉱鉱山施設とヘルマン集落: ゼルム＝バイファング。
- ジュートキルヘナー通りとアウフ・デア・ガイストとの角に建つ保護文化財に指定されているヴェーゲカペレ（直訳: 通りの礼拝堂）

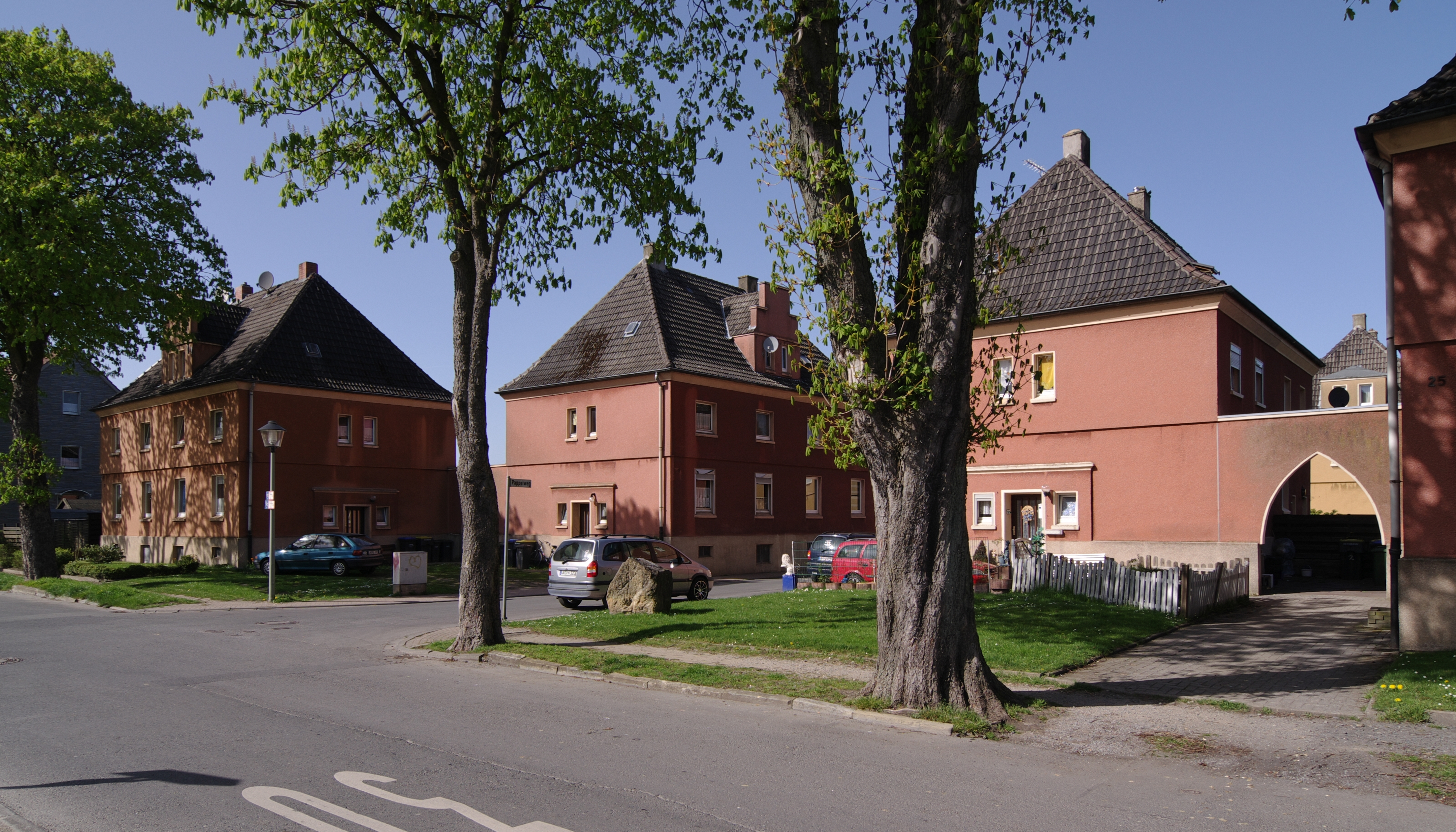
フェーレンカンプ集落
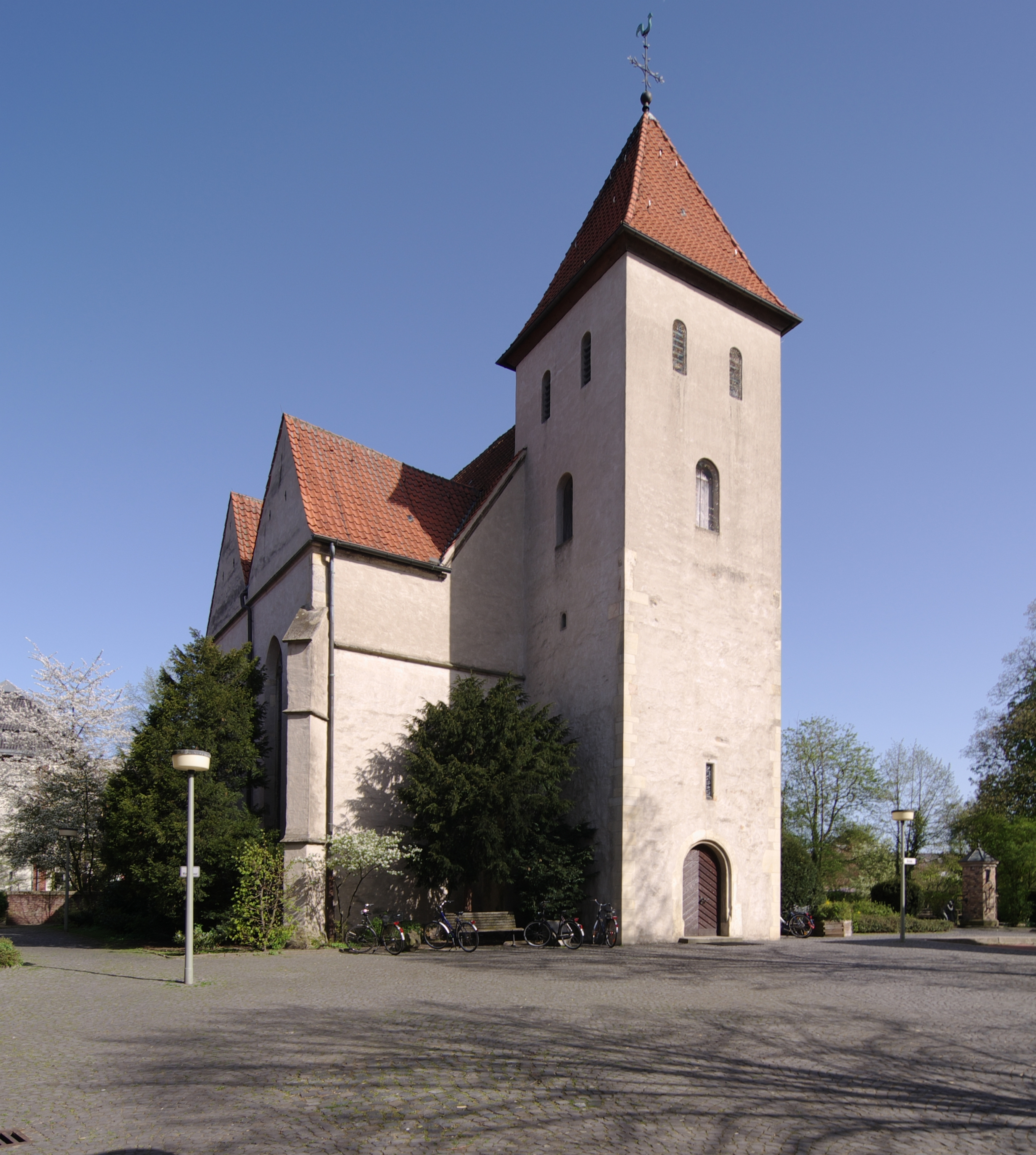
ゼルムの平和教会
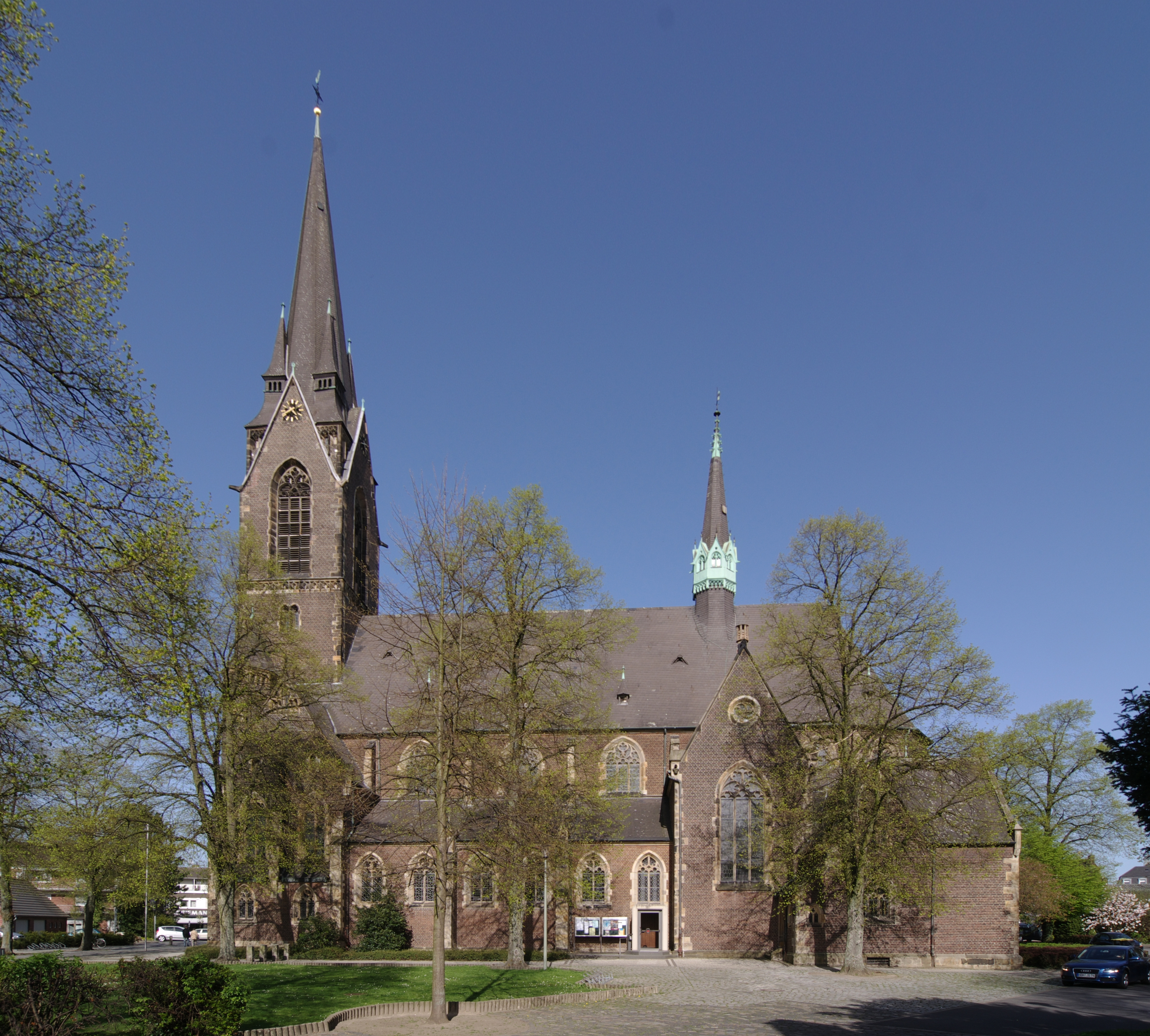
ルドゲリ教会
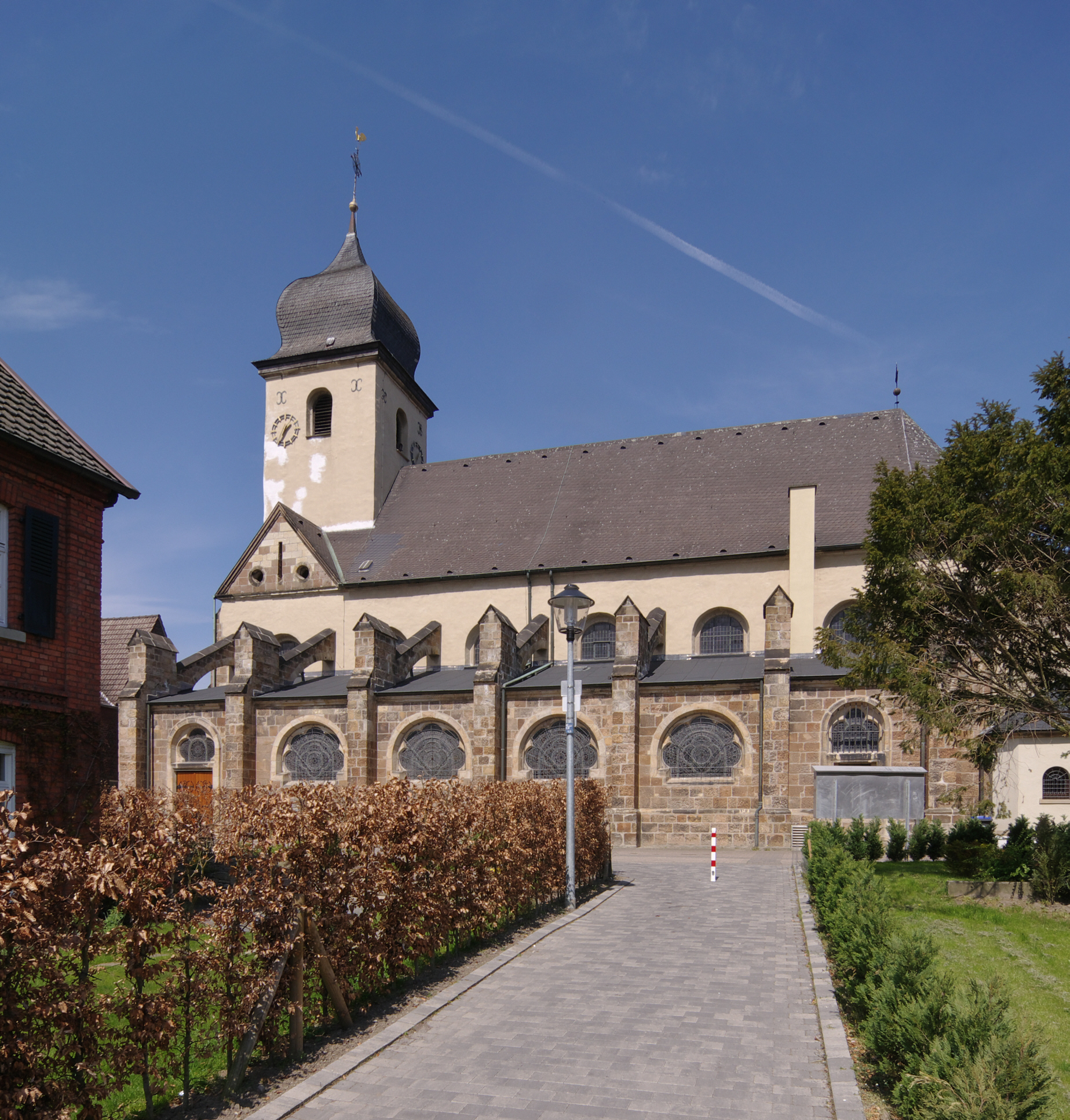
ボルクの聖シュテファヌス教会
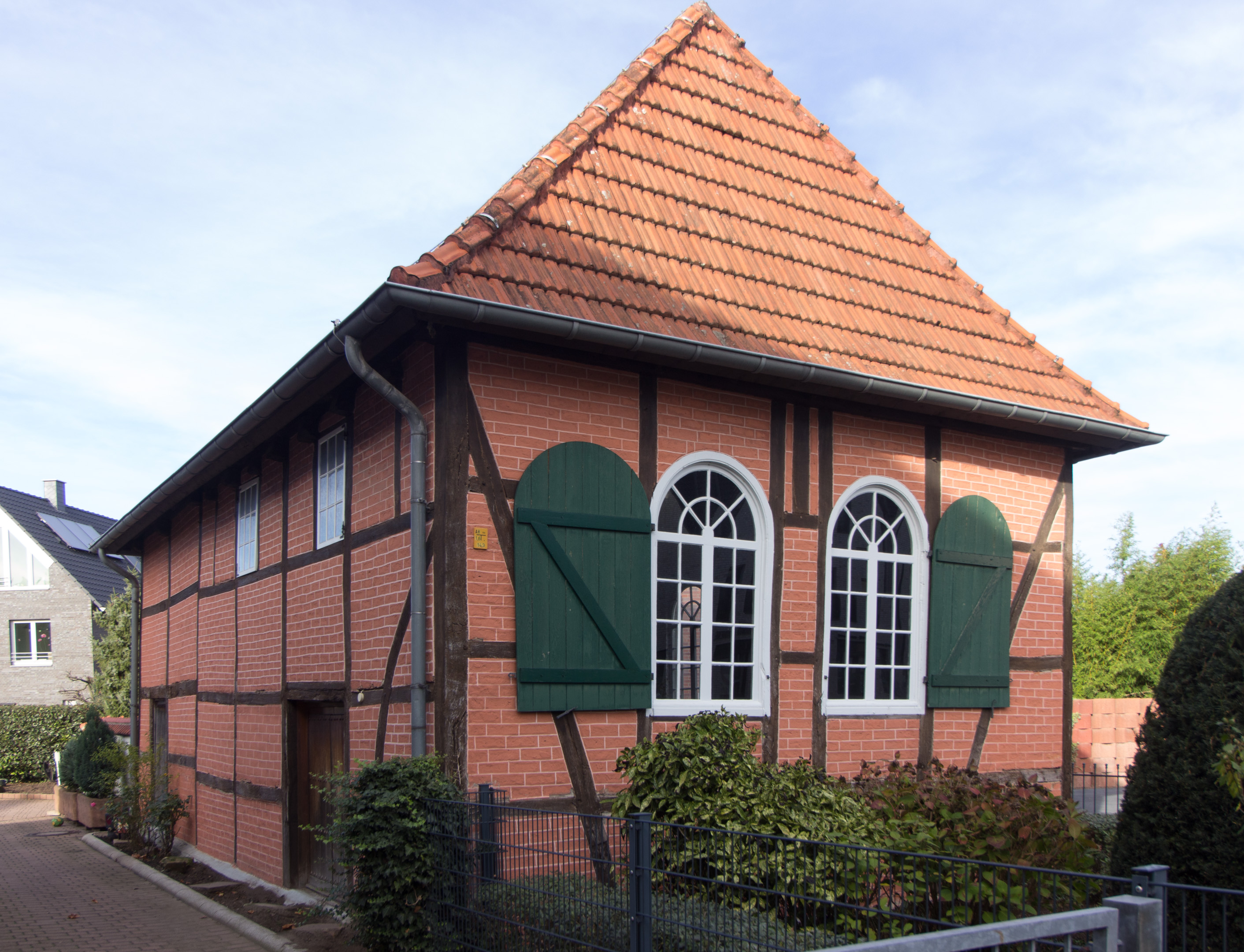
ボルクのシナゴーグ
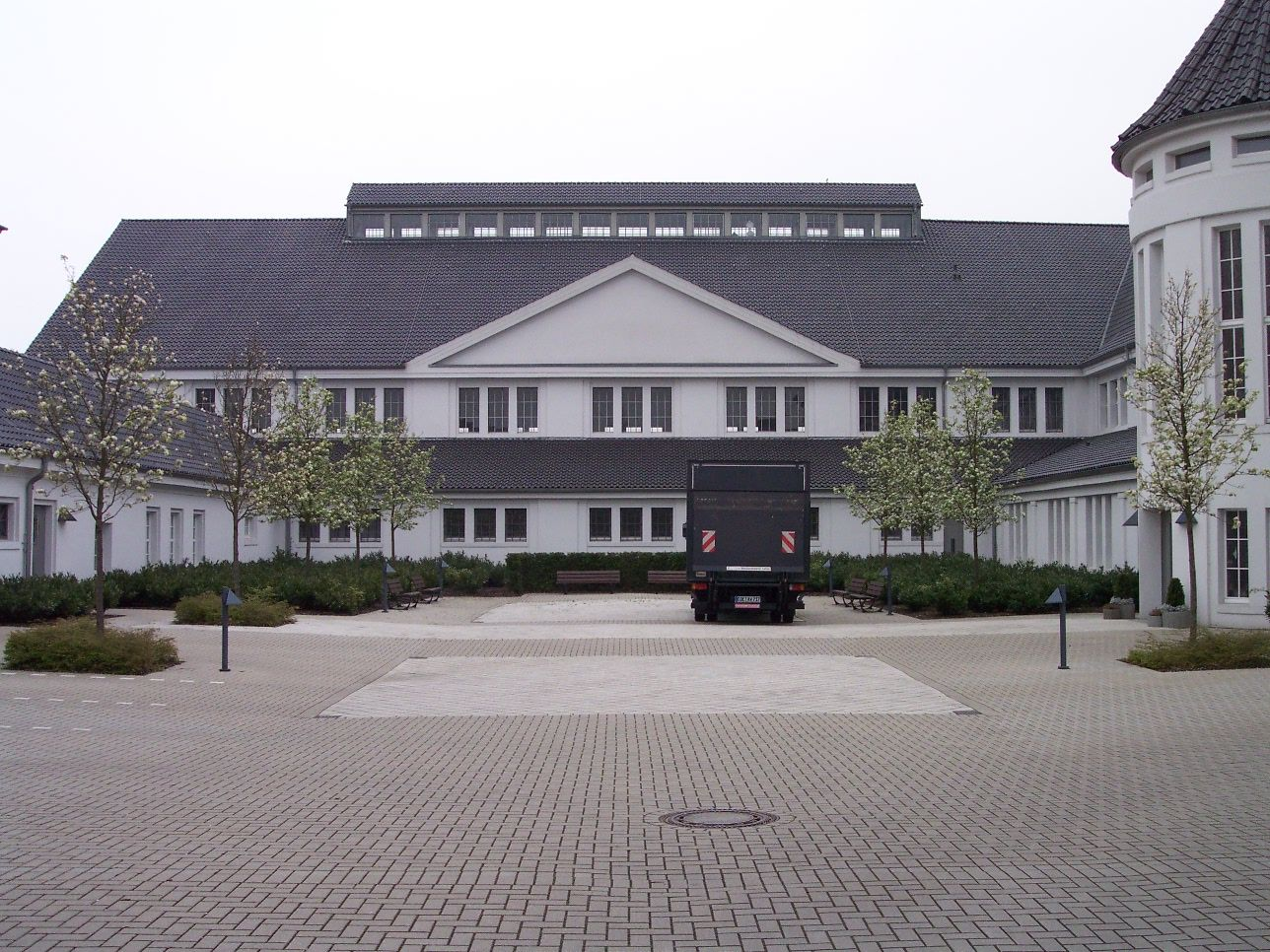
旧ヘルマン炭鉱鉱山施設
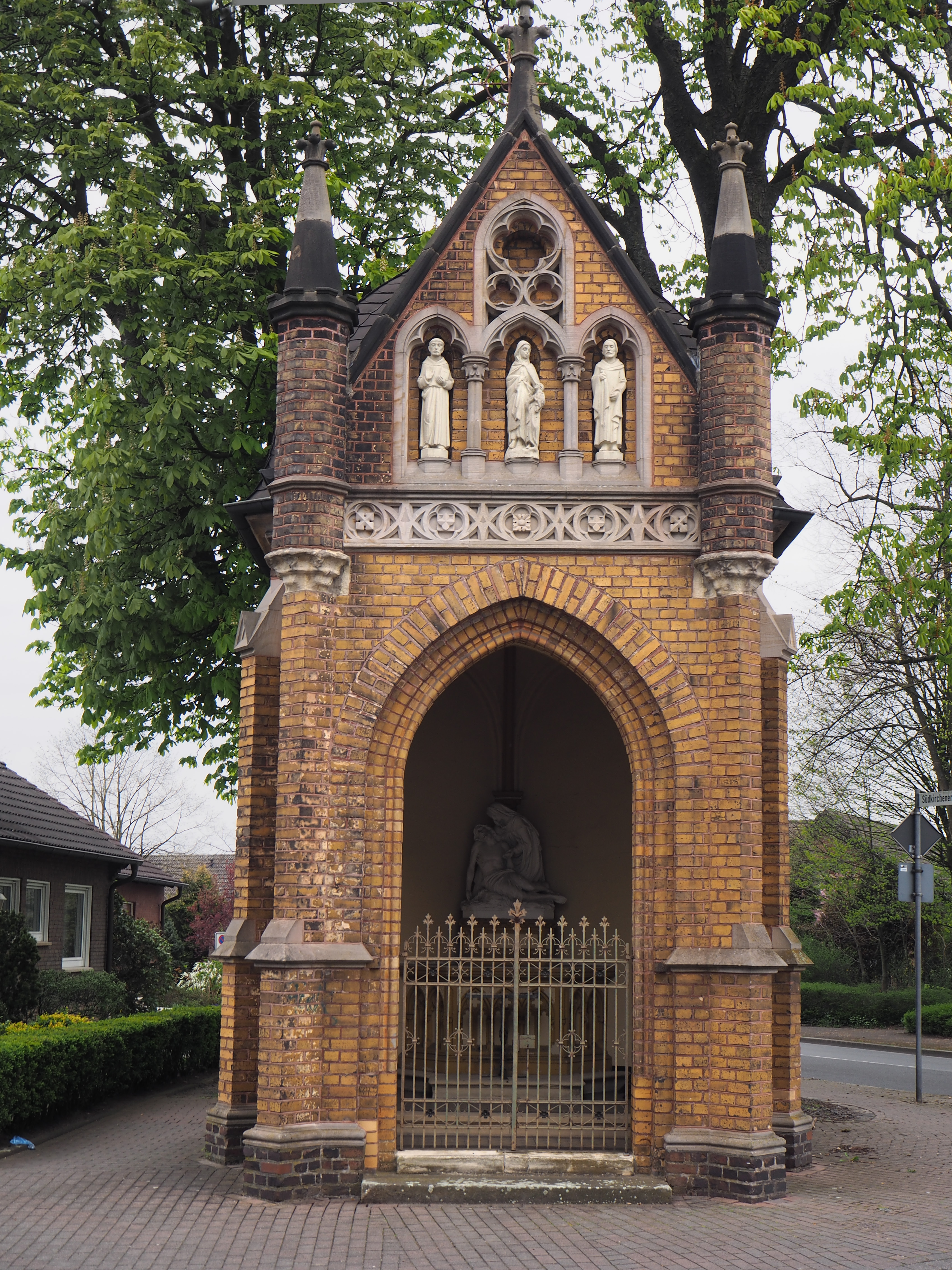
ヴェーゲカペレ

### 史跡
- ヴェスターフェルデ集落のフェーメ（裁判場）

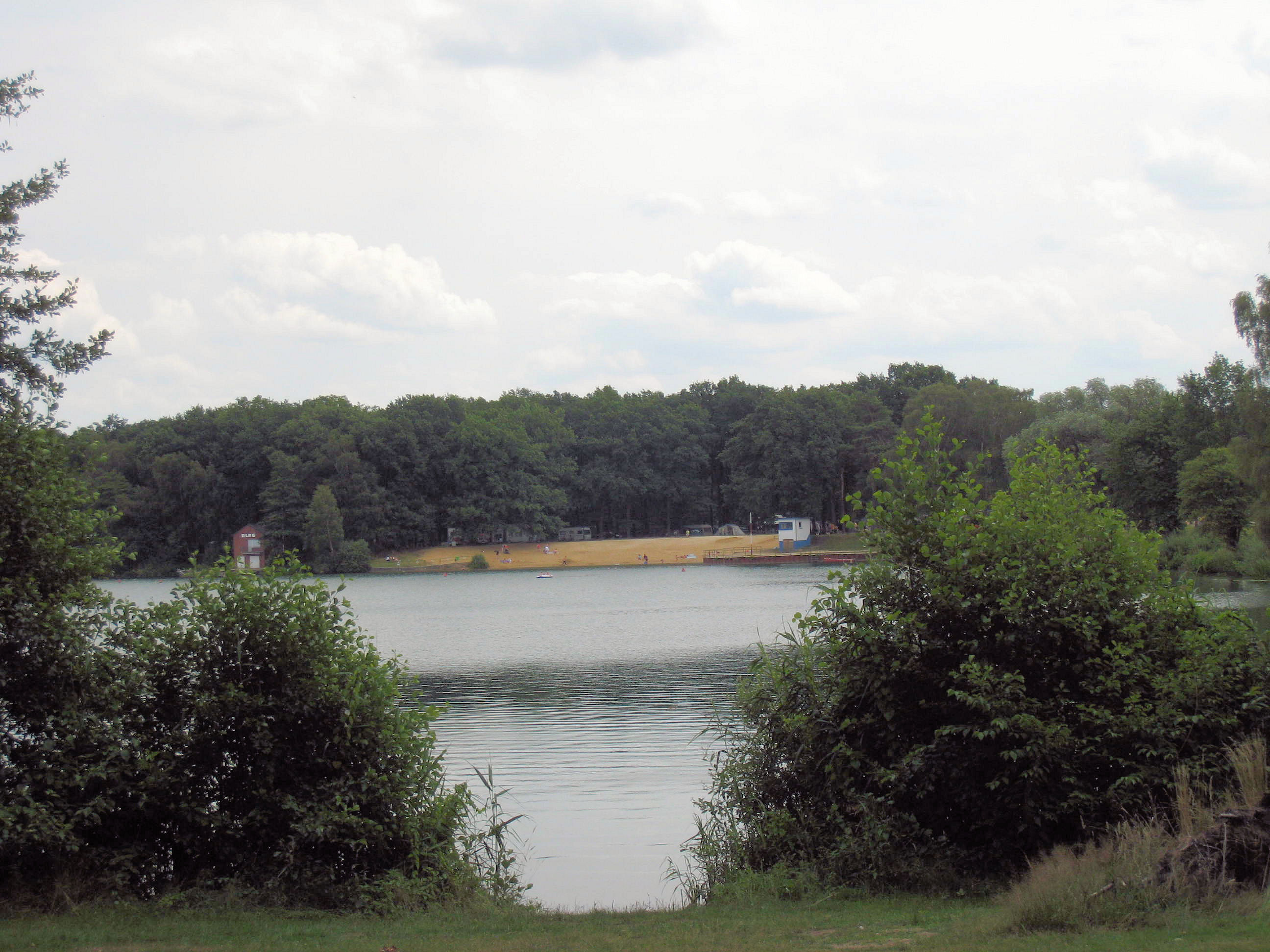
テルンシャー・ゼー

- テルンシェ集落の墳丘墓

### 景観保護区、自然保護区
- テルンシャー・ゼー（湖）
- バイファング・ショルフハイデ景観保護区
- パスバッハニーデルング景観保護区: ボルクのネッテベルゲ方面
- ネッテベルゲ自然保護区
- カッペンベルク西部の森自然保護区
- カッペンベルク東部の森自然保護区

### スポーツ
- サッカークラブ SG ゼルム 2010、2つのサッカーグランドを有している。
- ゼルムの屋外プール
- 警察官育成教育、継続教育、人事問題のための州機関の屋内プール: ゼルム＝ボルク
- 水質の優れたヴァルトシュトラントバート・アム・テルンシャー・ゼー（直訳: テルンシャー・ゼー湖畔の森の水浴場）
- テニスゲマインシャフト・ゼルム、8面の屋外コートと3面の屋内コートを有する。
- スケートパーク
- ZRuFV リュッツオウ・ゼルム＝ボルク＝オルフェンの乗馬施設
- K.1 ボックスチーム - ゼルム e.V.、競技ボクシング、フィットネス・ボクシング、クラヴ・マガ、キッズボクシング
- 卓球クラブ TTC SG ゼルム
- PBC ボルク 73、長年プールビリヤード・ブンデスリーガ1部でプレイしている。
- 体操クラブのアイニヒカイト・ゼルム 1912 e.V.
- トライアスロン・チーム・ゼルム 1991 e.V.
- PSV ボルク・ハンドボール

### 郷土協会
ゼルム郷土協会は1925年11月13日にゼルム教員学校の校長 H. ペネカンプによって設立された。

### 年中行事
- ゼルマー・ヴォーヒェ（直訳: ゼルム週間）: ゼルムの市民会館周辺で開催される地元企業や団体の情報・購買ショー
- ボルカー・ゾンターク（直訳: ボルクの日曜日）
- クリスマスマーケット、12月の第1週末に旧市街の平和教会周辺で開催される。
- 定期的に開催される射撃協会の射撃祭
- 謝肉祭の土曜日に開催される謝肉祭のパレード: アルトシュタットの消防署前を出発し、市民開館前を終点とする。

### 賞
- ゼルム市芸術賞
- ゼルム市文化奨励賞
- ゼルム市経済・文化賞

## 経済と社会資本

### 企業
ゼルムは、ドイツ最大級の企業グループの1つであるレトマン AG & Co. KG の本社所在地である。レトマン・ホールディングスには、たとえばゴミ処理企業のレモンディスやヨーロッパの先進的物流業者レーヌスが属している。インターヒドラウリーク GmbH は風力発電機の水利コンポーネントの製造業者で、190人の従業員を擁している。

### 交通

#### 鉄道
ゼルム市には鉄道ドルトムント - エンスヘデ線の駅が3つある。
- ボルク (ヴェストファーレン) 駅: ボルク地区のバーンホーフ通りにある。
- ゼルム＝バイファング駅: この駅は元々は計画されていなかった。しかし、家に帰る坑夫たちはゼルム駅から遠い道程を歩きたくないため、しばしばバイファンガー・ヴェーク付近で緊急ブレーキを作動させた。この「緊急」ブレーキは鉄道警察でも阻止できないため、1946年に遂にシュタントフォルター・ヴェークと鉄道が交差する地点にバイファング駅が設けられた。この駅は地元民から「ノートブレムゼ」（緊急ブレーキ）駅と呼ばれた。
- ゼルム駅[13]は、リューディングハウゼナー通り沿いにある。

| 路線番号 | 主な停車駅 | 運行間隔                                                             |
| -------- | --- | -------------------------------------------------------------------- |
| RB 51    | ヴェストミュンスターラント鉄道 ドルトムント中央駅 - リューネン中央駅 - ゼルム - コースフェルト - グローナウ (ヴェストファーレン) - エンスヘデ 2020年12月の時刻表に基づく | 20/40分（ドルトムント - リューネン） 60分（リューネン - エンスヘデ） |

#### 道路
以下の連邦道 (B) および州道 (L) がゼルムを通っている。
- B236号線は、ゼルム北部オルフェン地区でB235号線から分岐する。この道路はゼルム旧市街、バイファング、ボルク地区を通り、最終的にリューネン方面へゼルムを離れる。終点はヘッセン州ミュンヒハウゼンである。
- L507号線は、バイファングを起点として、ボルクのネッテベルゲ地区を経由しヴェルネを通ってハム＝ノルデンで B63号線に接続する。
- L809号線はボルクを起点としてリッペ川を渡り、ヴァルトロプ（ドイツ語版、英語版）のL511号線を終点とする。
- L810号線はリューディングハウゼンのエルメン集落を起点とする。ノルトキルヒェン、ジュートキルヒェンを通るさらにカッペンベルクを南北に貫き、リューネン＝ノルトでB236号線に接続する。
- L835号線はゼルム旧市街の中心部北側を起点とする。この道路は北に向かってリューディングハウゼンとヒディングゼルを通りブルデルン（ともにデュルメンの市区）に至る。ここでL551号線と接続して終点となる。

#### バス
ゼルムでは定期バス路線 R19 が運行している。この路線はゼルムと近隣のリューネンやリューディングハウゼンを結んでおり、ウナ郡交通協会によって運営されている。
- R19はリューディングハウゼンからゼルムおよびカッペンベルクを経由してリューネン乗り合いバスセンターに至る。
- D19は定期バス路線R19と同様のルートを通る: ゼルムからカッペンベルク経由でリューネン乗り合いバスセンターに至る。

### 教育

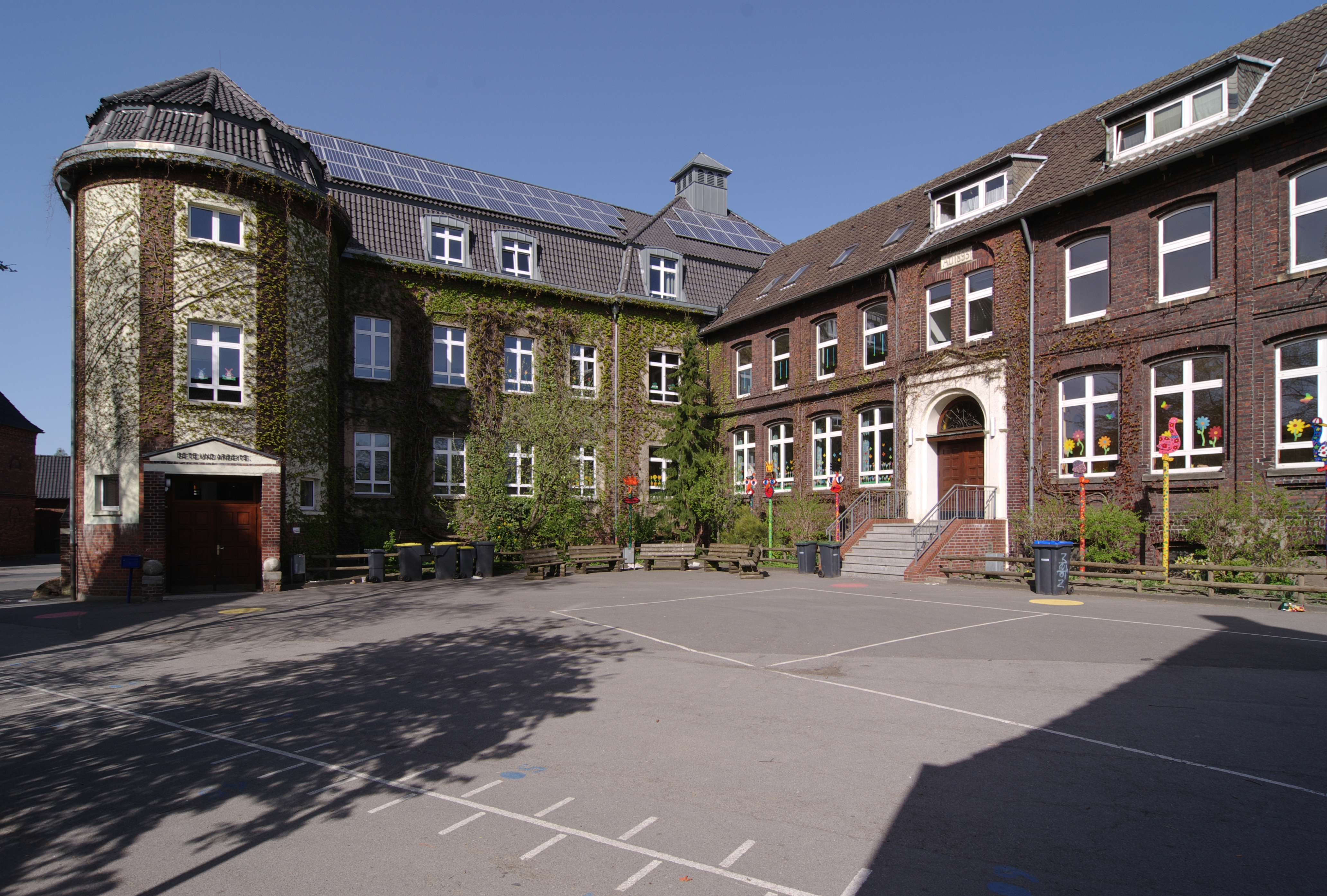
ルドゲリシューレ

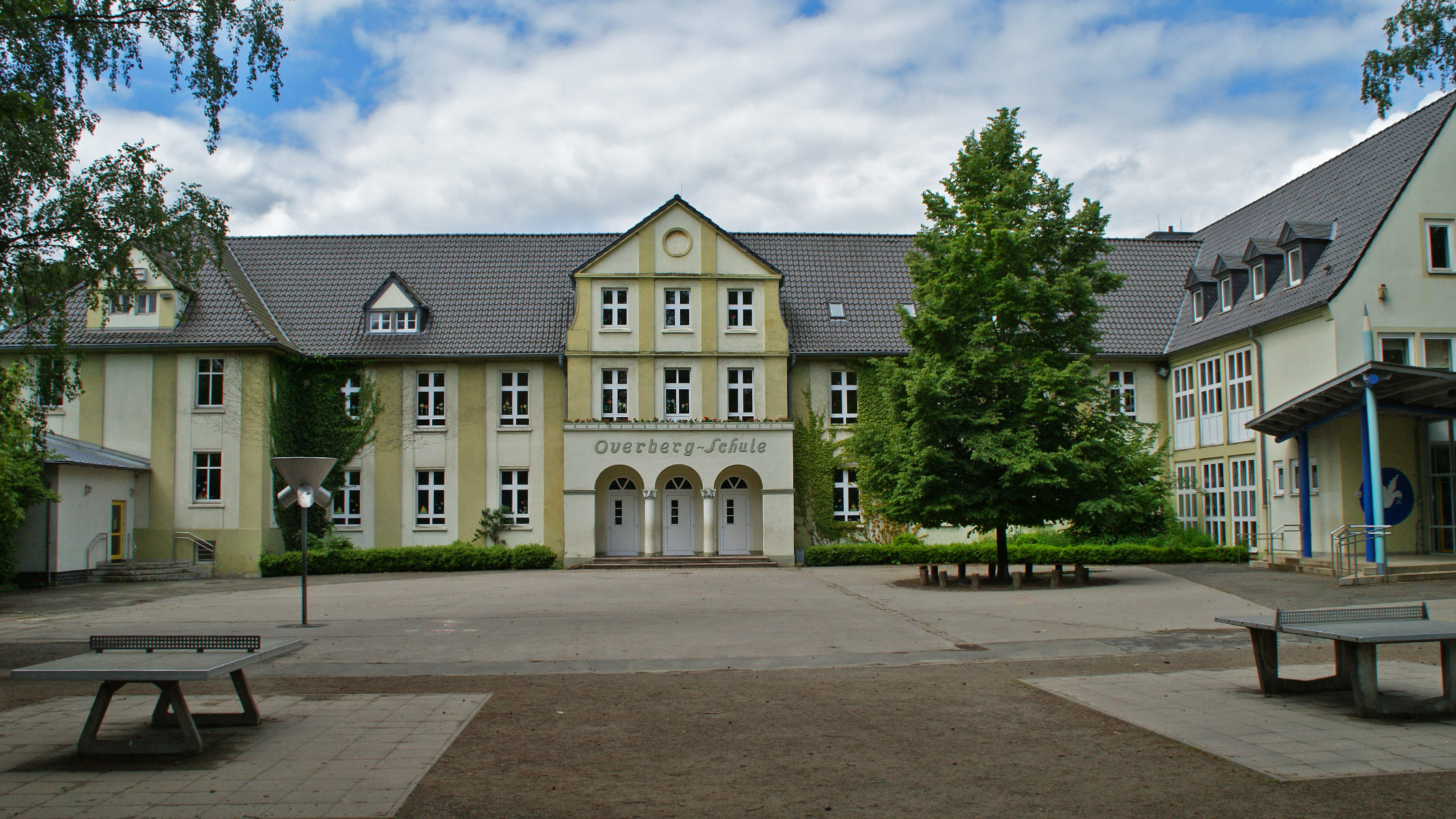
オーヴァーベルクシューレ

#### 基礎課程学校
- 基礎課程学校「アウフ・デン・エッケルン」（宗派共有の基礎課程学校）ゼルム＝ボルク。カッペンベルクに分校を持つ。
- ルドゲリシューレ（カトリック基礎課程学校）ゼルム旧市街
- オーヴァーベルクシューレ（宗派共有の基礎課程学校）ゼルム＝バイファング

いずれの基礎課程学校も全日制で、2011年末以降ガンツ・ゼルム e.V. により組織・運営されている。
バイファングの旧ルターシューレの校舎は2018年9月に取り壊された。

#### 上級の学校
- エーリヒ＝ケストナー＝シューレ（宗派共有の本課程学校）ゼルム＝ボルク
- オットー＝ハーン実科学校、ゼルム旧市街
- ノルト養護センターの分校（重点課題は学習および情動、社会的発達）
- ゼルム市立ギムナジウム (SGS)、ゼルム＝バイファング

#### その他の教育施設
- FoKuS ゼルム AöR。ゼルム市立の継続教育、文化、スポーツ運営機関。
- 音楽学校。FoKuS ゼルムが運営している。
- 市民大学 (VHS)。FoKuS ゼルムが運営している。
- 家族教育施設 (FBS) カトリック教育フォーラム・コースフェルトの施設。ゼルム旧市街。
- 警察官育成教育、継続教育、人事問題のための州機関。ゼルム＝ボルク。
- ヴァルトシューレ・カッペンベルク。ゼルム＝カッペンベルクにある認可公益環境教育機関。
- ゼルム絵画学校。ゼルムの私立教育機関。

### 医療
ゼルムは市立の病院を有していない。医療提供はリューネンの聖マリエン＝ホスピタルで行われている。さらに、隣接するリューディングハウゼン、ヴェルネ、リューネン＝ブラムバウアーの一般病院やダッテルンの小児クリニックでも受診可能である。

### 観光業
近隣のテルンシャー・ゼー湖畔にキャンプ場がある。

### 研究機関
2014年2月に、貨物固定の研究・技術センターがオープンした。たとえば、濡れた路面での走行性や、貨物固定の新しい技術を研究するために、自動車の走行実験ができる広さ123,500 m2 の敷地を有している。

## 人物

### 出身者
- ハインリヒ・フィーター（ドイツ語版、英語版）（1853年 -　1914年）司教。カメルーンの初代使徒座代理.

### ゆかりの人物
- ハインリヒ・フリードリヒ・フォン・シュタイン（1757年 -　1831年）プロイセンの政治家、官僚。1816年にカッペンベルク城を購入し、以後ここに住んだ。
- ヘルマン・ランドイス（ドイツ語版、英語版）（1835年 -　1905年）動物学者。ボッツラー城の農業学校で講師を務めた。
- クリス・アンドリュース（ドイツ語版、英語版）（1942年 - ）歌手。カッペンベルク城で結婚し、ゼルムに住んでいる。
- テオ・シュナイダー（ドイツ語版、英語版）（1960年 -　）サッカー選手、指導者。ゼルムで育った。
- ヴォルフラム・ヴットケ（ドイツ語版、英語版）（1961年 - 2015年）サッカー選手。
- テオ・ブレックマン（ドイツ語版、英語版）（1966年 - ）ジャズ歌手、作曲家。ゼルムで育った。

## 関連図書
- Heinz Cymontkowski (1990). Juden in Selm-Bork-Cappenberg. Ateliergruppe Lünen-Selm
- Heinz Cymontkowski. Seher – Sucher – Wächter. Berlin: Verlag der Buchhandlung Möller GmbH
- Christian Didon (1995). Chronic des Amtes Bork. Hrsg. Archiv der Stadt Selm. Selm: Nachdruck
- Christel Gewitzsch (2012). Marie Bork. Selmer Arbeitskreis Regionalgeschichte
- Dieter Gewitzsch (2013). Plattes Land sucht Anschluss. Lünen: Peter Holtkamp. ISBN 978-3-00-040648-5
- Winfried Grund (2004). Kiwi und Terrakotta – ein Streifzug durch Selm. Verlag der Buchhandlung Möller GmbH
- Heimatverein Selm, ed (1995). Auf den Spuren unserer Väter, Selm 1815–1975, Heimatbuch Selm 1995. Lünen: Peter Holtkamp
- Siegfried Hoff (2002). Das singende Kalb in der Wiege und die Rettung einer historischen Kirche: Baugeschichte und Deckenmalereien der ehemaligen Pfarrkirche St. Fabian und Sebastian zu Selm. Lindenberg im Allgäu: Kunstverl. Fink. ISBN 978-3-89870-001-6
- Udo Kaiser, ed (1997). Daten zur Geschichte der Stadt Selm von 858–1997. Schriftenreihe des Stadtarchivs Selm, Stadtdirektor
- Michael Kertelge (1995). Die Bergarbeitergemeinde St. Josef in Selm-Beifang: ein lokales katholisches Milieu 1933–1945. Ein Beitrag zur Geschichte des Nationalsozialismus in Selm. Schriftenreihe des Stadtarchivs Selm. Selm
- A. Lonnemann (1958). Heimatverein Selm. ed. Heimatbuch Selm 858–1958. Selm
- Werner Sanß. Wolfgang Möller. ed. Der Heilige Frieden. Verlag der Buchhandlung Möller GmbH
- Herbert Schröder; Albert Katthöfer (Fotos) (2007). Heimatverein Selm. ed. Selm im Wandel der Zeit – ein Bildband. Selm
- Geschichtliche Nachrichten. Über den westlichen Theil des Kreises Lüdinghausen: die Pfarrgemeinden Venne, Ottmarsbocholt, Senden, Lüdinghausen, Seppenrade, Olfen, Selm, Bork, Kappenberg und Altlünen (3. unveränderter Nachdruck 1988 ed.). Münster: Aschendorff. (1891). ISBN 978-3-402-05707-0
- Stadt Selm, ed (1997). Baudenkmäler in der Stadt Selm. Ein fotografisches Bekenntnis. Selm
- Hubert Tecklenborg, ed (2003). “Selm, Stadt mit Freiraum”. Münsterland. Magazin für Freizeit, Kultur und Wirtschaft (Steinfurt) (4).
- Peter Voss (1993). Gruss aus dem Südmünsterland. Ansichtskarten der Jahrhundertwende aus Ascheberg – Drensteinfurt – Lüdinghausen – Nordkirchen – Olfen – Selm – Senden – Werne. Werne: Regio-Verlag. ISBN 978-3-929158-02-1
- Rita Weißenberg, ed (1985). Uns wurde nichts geschenkt. Selm Beifang 1906–1933. Selm. ISBN 3-9801211-0-0